# برج قربان

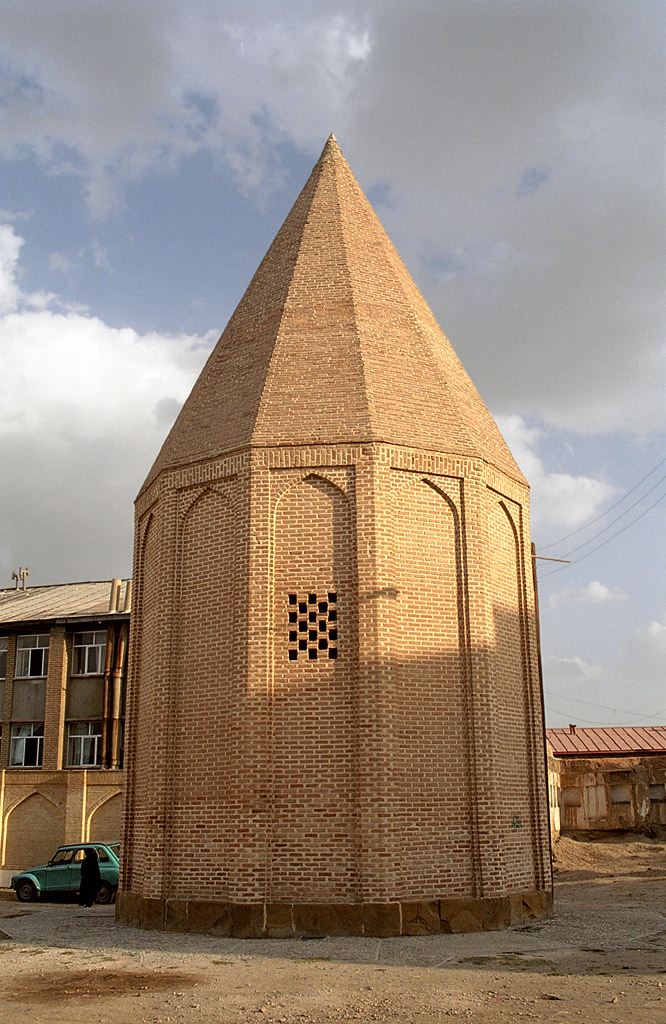
برج قربان

برج قربان یکی از آثار تاریخی قرون هفتم یا هشتم هجری است که در محل زندهای شهر همدان بین چهار باغ شهید مدنی و خیابان طالقانی پشت دبستان ابن سینا واقع است این بنا مدفن شیخ السلام حسن بن عطار حافظ ابو العلاء همدانی و جمعی از امرای سلجوقی است.  جد اعلای او عرب تبار بوده ولی او و پدرانش همدانی بوده‌اند.

## وجه تسمیه
دربارهٔ علت نام گذاری این بنا به برج قربان معروف است که در جریان شورش افغان‌ها در اواخر دوره صفویه فردی به نام قربان این محل را سنگر گاه خود قرار داده و ضمن دفع شورشگران از اهالی محل دفاع کرده‌است از این رو مسجد وبقعه به نام او شهرت یافته‌است.
در سال ۱۳۱۲ و در حین انجام تعمیرات در زیر برج سردابی یافتند که کلیه قبور اشاره شده در آنجا قرار داشتند این برج در تاریخ ۲۸/۳/۱۳۵۴ و به شماره۱۰۷۸/۳ در فهرست آثار تاریخی و ملی ایران به ثبت رسیده‌است.